# Darapsa mexicana
Darapsa mexicana är en fjärilsart som beskrevs av Gehlen. 1933. Darapsa mexicana ingår i släktet Darapsa och familjen svärmare. Inga underarter finns listade i Catalogue of Life.